# Lista do patrimônio histórico em Mato Grosso
Essa é uma sublista da lista do patrimônio histórico no Brasil para o estado brasileiro de Mato Grosso.

## Lista
| Imagem | Município                        | Monumento ou obra                                                                    | Ano do tombamento | Esfera do tombamento | Uso atual                                                                           |
| ------ | -------------------------------- | ------------------------------------------------------------------------------------ | ----------------- | -------------------- | ----------------------------------------------------------------------------------- |
|        | Alto Xingu                       | Lugares Indígenas Sagrados do Alto Xingu                                             |                   |                      | -                                                                                   |
|        | Pantanal                         | Modo de Fazer a Canoa Pantaneira                                                     |                   |                      | -                                                                                   |
|        | Mato Grosso                      | Chapada dos Parecis                                                                  |                   |                      | -                                                                                   |
|        | Mato Grosso                      | Modo de fazer viola de cocho                                                         |                   |                      | -                                                                                   |
|        | Mato Grosso                      | Pantanal                                                                             |                   |                      | -                                                                                   |
|        | Mato Grosso                      | Yaokwa                                                                               |                   |                      | -                                                                                   |
|        | Chapada dos Guimarães a Cuiabá   | Trilhas de Chapada dos Guimarães                                                     |                   |                      | -                                                                                   |
|        | Acorizal                         | Centro Histórico de Acorizal                                                         | 2006              | Estadual             | -                                                                                   |
|        | Acorizal                         | Conjunto Arquitetônico do Distrito de Aldeia                                         | 2014              | Estadual             | -                                                                                   |
|        | Água Boa                         | Igrejinha de Santa Bárbara                                                           |                   |                      | -                                                                                   |
|        | Alto Taquari                     | Lugar Histórico Fazenda Taquari                                                      |                   |                      | -                                                                                   |
|        | Barão de Melgaço                 | Casarão da Família Damasceno                                                         | 2009              | Estadual             | -                                                                                   |
|        | Barão de Melgaço                 | Casas Históricas da Comunidade de Piúva                                              | 2007              | Estadual             | -                                                                                   |
|        | Barão de Melgaço                 | Trincheiras de Melgaço                                                               | 2009              | Estadual             | -                                                                                   |
|        | Barra do Bugres                  | Casas Históricas da Aldeia de Umutina                                                | 2008              | Estadual             | -                                                                                   |
|        | Barra do Bugres                  | Igreja de Santa Cruz                                                                 | 2008              | Estadual             | -                                                                                   |
|        | Barra do Garças                  | Posto Telegráfico de Voadeira                                                        | 2009              | Estadual             | -                                                                                   |
|        | Cáceres                          | Conjunto Arquitetônico, Urbanístico e Paisagístico de Cáceres                        | 2002 2010         | Estadual Federal     | -                                                                                   |
|        | Cáceres                          | Fazenda Descalvados                                                                  | 2001              | Estadual             | Pousada                                                                             |
|        | Cáceres                          | Fazenda Jacobina                                                                     | 2007              | Estadual             | -                                                                                   |
|        | Cáceres                          | Marco do Jauru                                                                       | 1978              | Federal              | -                                                                                   |
|        | Campo Novo do Parecis            | Casa da Memória                                                                      | 2010              | Estadual             | -                                                                                   |
|        | Campo Novo do Parecis            | Tahiantesu                                                                           | 1991              | Estadual             | -                                                                                   |
|        | Canarana                         | Avião dos Pioneiros                                                                  | 2009              | Estadual             | -                                                                                   |
|        | Canarana                         | Monumento da Cuia e da Chaleira                                                      |                   |                      | -                                                                                   |
|        | Chapada dos Guimarães            | Chalé dos Governadores                                                               | 2009              | Estadual             | -                                                                                   |
|        | Chapada dos Guimarães            | Complexo da Cachoeira da Martinha                                                    | 2007              | Estadual             | -                                                                                   |
|        | Chapada dos Guimarães            | Fazenda Buriti                                                                       | 2009              | Estadual             | -                                                                                   |
|        | Chapada dos Guimarães            | Igreja da Sé de Santana                                                              | 1957 2009         | Federal Estadual     | -                                                                                   |
|        | Chapada dos Guimarães            | Mirante da Chapada dos Guimarães                                                     | 2010              | Estadual             | -                                                                                   |
|        | Chapada dos Guimarães            | Muro do Cemitério                                                                    | 2009              | Estadual             | -                                                                                   |
|        | Chapada dos Guimarães            | Trilhas da Fazenda Professor Aecim Tocantins                                         | 2009              | Estadual             | -                                                                                   |
|        | Chapada dos Guimarães            | Usina da Casca I                                                                     | 2009              | Estadual             | -                                                                                   |
|        | Cuiabá                           | 44º Batalhão de Infantaria Motorizado                                                | 2007              | Estadual             | -                                                                                   |
|        | Cuiabá                           | Antiga Casa da Rua Joaquim Murtinho                                                  | 2006              | Estadual             | (Demolida)                                                                          |
|        | Cuiabá                           | Antiga Sede da Associação dos Moradores da Comunidade de São Jerônimo                | 2013              | Estadual             | -                                                                                   |
|        | Cuiabá                           | Arraial dos Freitas, distrito de Coxipó do Ouro                                      | 2010              | Estadual             | -                                                                                   |
|        | Cuiabá                           | Arsenal de Guerra                                                                    | 1984              | Estadual             | Espaço Cultural SESC-Arsenal                                                        |
|        | Cuiabá                           | Assembleia Provincial de Mato Grosso                                                 | 1984              | Estadual             | SOS Criança                                                                         |
|        | Cuiabá                           | Cadeia Pública de Cuiabá                                                             | 1984              | Estadual             | Fundação Centro de Reabilitação Dom Aquino Corrêa                                   |
|        | Cuiabá                           | Casa Barão de Melgaço                                                                | 1998              | Estadual             | Instituto Histórico e Geográfico de Mato Grosso e Academia Mato-Grossense de Letras |
|        | Cuiabá                           | Casa Cuiabana                                                                        | 1983              | Estadual             | Centro Cultural Casa Cuiabana                                                       |
|        | Cuiabá                           | Casa das Três Ruas                                                                   |                   |                      | -                                                                                   |
|        | Cuiabá                           | Casa de Dona Bem Bem                                                                 | 1998              | Estadual             | -                                                                                   |
|        | Cuiabá                           | Casa Dom Aquino                                                                      | 1997              | Estadual             | Museu de Pré-História Casa Dom Aquino                                               |
|        | Cuiabá                           | Casa dos Frades Franciscanos                                                         | 1987              | Estadual             | -                                                                                   |
|        | Cuiabá                           | Casarão de Nhô-Nhô de Manduca                                                        | 1992              | Estadual             | -                                                                                   |
|        | Cuiabá                           | Cemitério do Pascoal Ramos                                                           | 1993              | Estadual             | -                                                                                   |
|        | Cuiabá                           | Centro Geodésico da América do Sul                                                   | 2009              | Estadual             | -                                                                                   |
|        | Cuiabá                           | Centro Histórico de Cuiabá                                                           | 1988              | Estadual             | -                                                                                   |
|        | Cuiabá                           | Chafariz do Mundéu                                                                   | 1980              | Estadual             | -                                                                                   |
|        | Cuiabá                           | Cine Teatro Cuiabá                                                                   | 1984              | Estadual             | Cine Teatro de Cuiabá                                                               |
|        | Cuiabá                           | Clube Esportivo Dom Bosco                                                            |                   |                      | -                                                                                   |
|        | Cuiabá                           | Conjunto Arquitetônico do Antigo Distrito D. Pedro II                                | 2007              | Estadual             | -                                                                                   |
|        | Cuiabá                           | Conjunto arquitetônico, urbanístico e paisagístico de Cuiabá                         | 1992              | Federal              | -                                                                                   |
|        | Cuiabá                           | Escola dos Jesuítas                                                                  | 1993              | Estadual             | -                                                                                   |
|        | Cuiabá                           | Estádio Eurico Gaspar Dutra                                                          |                   |                      | -                                                                                   |
|        | Cuiabá                           | Estádio José Fragelli                                                                |                   |                      | -                                                                                   |
|        | Cuiabá                           | Fábrica de Pólvora                                                                   | 2008              | Estadual             | -                                                                                   |
|        | Cuiabá                           | Fachada do 1º Batalhão da Polícia Militar de Cuiabá                                  | 2004              | Estadual             | -                                                                                   |
|        | Cuiabá                           | Fachada do Cemitério da Piedade                                                      | 1998              | Estadual             | -                                                                                   |
|        | Cuiabá                           | Fachada principal da Santa Casa de Misericórdia                                      | 1998              | Estadual             | -                                                                                   |
|        | Cuiabá                           | Ford Landau Galaxie 500                                                              |                   |                      | -                                                                                   |
|        | Cuiabá                           | Foz do Rio Coxipó Lei                                                                |                   |                      | -                                                                                   |
|        | Cuiabá                           | Grande Hotel                                                                         | 1984              | Estadual             | Secretaria de Estado de Cultura                                                     |
|        | Cuiabá                           | Grupo Escolar Senador Azeredo                                                        | 1984              | Estadual             | Casa do Artesão                                                                     |
|        | Cuiabá                           | Igreja de Nossa Senhora da Penha de França, distrito de Coxipó do Ouro               | 2010              | Estadual             | -                                                                                   |
|        | Cuiabá                           | Igreja de Nossa Senhora da Boa Morte                                                 | 1987              | Estadual             | -                                                                                   |
|        | Cuiabá                           | Igreja São Gonçalo                                                                   | 1987              | Estadual             | -                                                                                   |
|        | Cuiabá                           | Igreja de Nossa Senhora do Rosário e São Benedito                                    | 1975 1987         | Federal Estadual     | -                                                                                   |
|        | Cuiabá                           | Igreja Nossa Senhora da Guia                                                         | 2003              | Estadual             | -                                                                                   |
|        | Cuiabá                           | Igreja de Nossa Senhora do Bom Despacho                                              | 1977              | Estadual             | -                                                                                   |
|        | Cuiabá                           | Igreja Nossa Senhora do Livramento                                                   |                   |                      | -                                                                                   |
|        | Cuiabá                           | Imprensa Oficial do Estado de Mato Grosso                                            | 1998              | Estadual             | Ganha Tempo                                                                         |
|        | Cuiabá                           | Liceu Cuiabano                                                                       | 1985              | Estadual             | Escola Estadual Liceu Cuiabano                                                      |
|        | Cuiabá                           | Limousine Willys Itamaraty Executivo                                                 |                   |                      | -                                                                                   |
|        | Cuiabá                           | Linguajar Cuiabano                                                                   |                   |                      | -                                                                                   |
|        | Cuiabá                           | Mercado do Peixe                                                                     | 1983              | Estadual             | Museu do Rio Cuiabá                                                                 |
|        | Cuiabá                           | Monumento dos Direitos Humanos Universais                                            |                   |                      | -                                                                                   |
|        | Cuiabá                           | Morro do Santo Antônio                                                               | 2000              | Estadual             | -                                                                                   |
|        | Cuiabá                           | Morro do Seminário                                                                   |                   |                      | -                                                                                   |
|        | Cuiabá                           | Museu da Imagem e do Som                                                             |                   |                      | -                                                                                   |
|        | Cuiabá                           | Museu das Bonecas e Brinquedos                                                       |                   |                      | -                                                                                   |
|        | Cuiabá                           | Museu de Arte e Cultura Popular                                                      |                   |                      | -                                                                                   |
|        | Cuiabá                           | Museu de Pedra Ramis Bucair                                                          |                   |                      | -                                                                                   |
|        | Cuiabá                           | Museu do Rio Cuiabá                                                                  |                   |                      | -                                                                                   |
|        | Cuiabá                           | Museu Histórico de Mato Grosso                                                       |                   |                      | -                                                                                   |
|        | Cuiabá                           | Museu Manoel do Espírito Santo “Rei da Água”                                         |                   |                      | -                                                                                   |
|        | Cuiabá                           | Museu Morro da Caixa d'Água Velha                                                    |                   |                      | -                                                                                   |
|        | Cuiabá                           | Palácio da Instrução                                                                 | 1983              | Estadual             | Biblioteca Pública Estadual Estevão de Mendonça e Conselho Estadual de Cultura      |
|        | Cuiabá                           | Palácio da Justiça                                                                   | 2000              | Estadual             | Juizado Especial                                                                    |
|        | Cuiabá                           | Palácio Episcopal                                                                    | 1998              | Estadual             | -                                                                                   |
|        | Cuiabá                           | Palácio Paiaguás                                                                     |                   |                      | -                                                                                   |
|        | Cuiabá                           | Palmeira Gogó de Seriema                                                             |                   |                      | -                                                                                   |
|        | Cuiabá                           | Parque Antônio Pires de Campos                                                       |                   |                      | -                                                                                   |
|        | Cuiabá                           | Ponte de Ferro                                                                       | 1984              | Estadual             | -                                                                                   |
|        | Cuiabá                           | Ponte de Ferro da Guia                                                               | 2000              | Estadual             | -                                                                                   |
|        | Cuiabá                           | Praça da República                                                                   |                   |                      | -                                                                                   |
|        | Cuiabá                           | Residência dos Governadores                                                          | 1983              | Estadual             | MT Fomento                                                                          |
|        | Cuiabá                           | Secretaria Geral                                                                     | 2000              | Estadual             | Arquivo Público de Mato Grosso                                                      |
|        | Cuiabá                           | Seminário da Conceição                                                               | 1977              | Estadual             | Museu de Arte Sacra e emissora de rádio                                             |
|        | Cuiabá                           | Thesouro do Estado                                                                   | 1983              | Estadual             | Museu Histórico de Mato Grosso                                                      |
|        | Curvelândia                      | Monumento Natural Caverna do Jabuti                                                  |                   |                      | -                                                                                   |
|        | Diamantino                       | Centro Histórico de Diamantino                                                       | 2006              | Estadual             | -                                                                                   |
|        | Diamantino                       | Igreja Matriz e Casa Canônica                                                        | 2003              | Estadual             | -                                                                                   |
|        | Dom Aquino                       | Fachada do Centro Cultural Wilson Furtado de Mendonça e do acervo do Museu Histórico | 2010              | Estadual             | -                                                                                   |
|        | Dom Aquino                       | Folias de Reis de Dom Aquino                                                         |                   |                      | -                                                                                   |
|        | General Carneiro                 | Avenida Padre Bruno Mariano                                                          |                   |                      | Avenida                                                                             |
|        | General Carneiro                 | Folias de Reis de General Carneiro                                                   |                   |                      | -                                                                                   |
|        | Jaciara                          | Centro Cultural Paulo da Costa Ferreira                                              | 2013              | Estadual             | -                                                                                   |
|        | Jaciara                          | Praça Tamoios                                                                        |                   |                      | -                                                                                   |
|        | Jangada                          | Abrigo de Santa Elina                                                                | 2011              | Estadual             | -                                                                                   |
|        | Juscimeira                       | Complexo Cachoeira do Prata                                                          | 2013              | Estadual             | -                                                                                   |
|        | Lucas do Rio Verde               | Figueira de Lucas do Rio Verde                                                       |                   |                      | -                                                                                   |
|        | Mirassol d'Oeste                 | Clube Recreativo Bandeirantes                                                        | 2007              | Estadual             | -                                                                                   |
|        | Nova Marilândia                  | Posto Telegráfico de Maria Joana                                                     | 2011              | Estadual             | -                                                                                   |
|        | Nobres                           | Cachoeira do Tombador                                                                | 2006              | Estadual             | Cachoeira                                                                           |
|        | Nossa Senhora do Livramento      | Relógio da Fonte Pública                                                             | 2002              | Estadual             | -                                                                                   |
|        | Nova Xavantina                   | Capela de Nossa Senhora Auxiliadora                                                  | 2011              | Estadual             | -                                                                                   |
|        | Nova Xavantina                   | Casa do Coronel Vanique                                                              | 2011              | Estadual             | -                                                                                   |
|        | Nova Xavantina                   | Casa dos irmãos Villas Boas                                                          | 2011              | Estadual             | -                                                                                   |
|        | Nova Xavantina                   | Fachada da Casa do Senhor Venâncio                                                   | 2011              | Estadual             | -                                                                                   |
|        | Nova Xavantina                   | Teatro Municipal Heitor Villa Lobos                                                  | 2011              | Estadual             | -                                                                                   |
|        | Poconé                           | Casarão de Cotia                                                                     | 2007              | Estadual             | -                                                                                   |
|        | Poconé                           | Centro Histórico de Poconé                                                           | 2007              | Estadual             | -                                                                                   |
|        | Porto Esperidião                 | Posto Telegráfico de Porto Esperidião                                                | 1984              | Estadual             | -                                                                                   |
|        | Poxoréu                          | Centro Histórico de Poxoréu                                                          | 2007              | Estadual             | -                                                                                   |
|        | Poxoréu                          | Farmácia São Pedro                                                                   | 2007              | Museu da Farmácia    | -                                                                                   |
|        | Rosário Oeste                    | Casarão da Fundação de Cultura e Turismo                                             | 2010              | —                    | -                                                                                   |
|        | São Félix do Araguaia            | Painéis dos Murais da Libertação                                                     | 2004              | Estadual             | -                                                                                   |
|        | Santo Antônio de Leverger        | Cadeia Pública de Santo Antônio de Leverger                                          | 2000              | Estadual             | -                                                                                   |
|        | Santo Antônio de Leverger        | Casarão da Família Pinheiro                                                          | 2010              | Estadual             | -                                                                                   |
|        | Santo Antônio de Leverger        | Escola Estadual Santa Claudina                                                       |                   |                      | -                                                                                   |
|        | Santo Antônio de Leverger        | Monumento Natural Morro de Santo Antônio                                             |                   |                      | -                                                                                   |
|        | Santo Antônio de Leverger        | Morro Grande (Santo Antônio de Leverger)                                             | 2006              | Estadual             | -                                                                                   |
|        | Santo Antônio de Leverger        | Usina de Itaicy                                                                      | 1985              | Estadual             | -                                                                                   |
|        | Tangará da Serra                 | Museu Casa de Rondon                                                                 |                   |                      | -                                                                                   |
|        | Tangará da Serra                 | Museu Rondon                                                                         |                   |                      | -                                                                                   |
|        | Terra Nova do Norte              | Cruzeiro                                                                             | 2009              | Estadual             | -                                                                                   |
|        | Terra Nova do Norte              | Sítio Arqueológico de Santa Terezinha                                                |                   |                      | -                                                                                   |
|        | Várzea Grande                    | Igreja Nossa Senhora da Conceição                                                    | 1998              | Estadual             | -                                                                                   |
|        | Várzea Grande                    | Igreja de Nossa Senhora da Guia                                                      | 2006              | Estadual             | -                                                                                   |
|        | Vera                             | Capela Padre Antonio                                                                 | 2013              | Estadual             | -                                                                                   |
|        | Vila Bela da Santíssima Trindade | Arraial São Francisco Xavier                                                         | 2007              | Estadual             | -                                                                                   |
|        | Vila Bela da Santíssima Trindade | Centro Histórico de Vila Bela da Santíssima Trindade                                 | 1984              | Estadual             | -                                                                                   |
|        | Vila Bela da Santíssima Trindade | Palácio dos Capitães-Generais                                                        | 1988              | Federal              | -                                                                                   |
|        | Vila Bela da Santíssima Trindade | Poço de Pedra                                                                        |                   |                      | -                                                                                   |
|        | Vila Bela da Santíssima Trindade | Ruínas da Igreja da Matriz                                                           | 1988              | Federal              | -                                                                                   |